# Comunidad nativa de Alianza Cristiana
Alianza Cristiana es una comunidad nativa peruana ubicada en el distrito de Andoas, provincia de Datem del Marañón en el departamento de Loreto. Esta comunidad nativa es una de las 90 afectadas por la explotación petrolífera del lote 192.
Está reconocida como una comunidad nativa según la Resolución 077-75-OAE-ORAMS-V de fecha 10 de junio de 1975 y listada como pueblo originario kiwcha dentro de la base de datos del Estado Peruano. Es una de las 83 comunidades nativas en el distrito de Andoas y una de las 315 comunidades kichwas identificadas en la zona amazónica de los departamentos de Cusco, Loreto, Madre de Dios y Ucayali.

## Ubicación
Esta comunidad se ubica en la zona adyacente a la laguna Anatico, en el distrito de Andoas. Se puede acceder a esta comunidad únicamente por vía fluvial, a través del río Pastaza, o vía aérea.

## Demografía
La comunidad nativa Alianza Cristiana está compuesta principalmente por población hablante de la lengua kichwa del Pastaza, grupo originario de la zona amazónica cuya lengua nativa fue influenciada por la colonización de hablantes de lengua quechua. De acuerdo con los datos del II Censo de Comunidades 2007, la población total es de 471 personas, de las cuales el 54.99% son hombres y 45.01% son mujeres.

## Organización
El reconocimiento de la titulación de su territorio se registra en la R.M.01098-78-AA-DGRA-AR. La comunidad pertenece a distintas organizaciones que reúnen a otras comunidades nativas de las cuencas del Río Pastaza y el Río Tigre. Así, la comunidad nativa Alianza Cristiana forma parte de la Federación Indígena Quechua del Pastaza (FEDIQUEP). También pertenece a la Coordinadora Regional de los Pueblos Indígenas de San Lorenzo (Corpi-SL), a través de la cual participa de la Asociación Interétnica de Desarrollo de la Selva Peruana (AIDESEP).